# 冷等离子体
冷等离子体（英语：cold plasma）是电离率小于10%的等离子体。其电子温度远大于离子温度，属于非热平衡等离子体。用低温等离子体可以对材料表面进行改性处理。

## 发生技术
产生低温等离子体的手段很多，可用紫外辐射、x射线、电磁场、加热等方法。实验室和工业产品大都采用电磁场激发等离子体，如直流辉光放电、射频放电、微波放电和介质阻挡放电(DBD)等。

## 应用
- 表面处理[3]
- 制备纳米颗粒
- 等离子体灭菌